# Серија несрећних догађаја Лемонија Сникета
Серија несрећних догађаја Лемонија Сникета (енгл. Lemony Snicket's A Series of Unfortunate Events) је америчка црна комедија из 2004. године, базирана на романима „Лош почетак“, „Соба рептила“ и „Отворен прозор“ од Лемонија Сникета. Наратор филма је Џуд Ло.

## Улоге
| Глумац              | Улога                   |
| ------------------- | ----------------------- |
| Џим Кери            | гроф Олаф               |
| Мерил Стрип         | ујна Џозефина           |
| Џуд Ло              | Лемони Сникет (наратор) |
| Лијам Ејкен         | Клаус                   |
| Емили Браунинг      | Вајолет                 |
| Тимоти Спол         | господин По             |
| Били Коноли         | ујак Монти              |
| Кетрин О’Хара       | Џастис Штраус           |
| Дастин Хофман       | критичар                |
| Крејг Фергусон      | Особа Неодређеног Пола  |
| Хелена Бонам Картер | Беатрис Бодилер         |